# Chaubardia
Chaubardia es un género con unas 5 especies de orquídeas epífitas simpodiales.  Se distribuyen en las selvas húmedas de la vertiente este de Los  Andes.

## Descripción
El género Chaubardia está muy próximo con los géneros, Stenia, Kefersteinia, Chondrorhyncha, y Chaubardiella.
Todas las especies de este género son epífitas con un desarrollo simpodial. Tienen  pseudobulbos que son muy pequeños, que pueden ser visibles con una forma ovoidea (Chaubardia surinamensis) ú ocultos entre las brácteas.
Este género tiene como característica el tener hojas caducas, la apariencia de las planta con las hojas dispuestas en abanico (brácteas florales imbricadas y un tallo floral corto), dando lugar desde la base de las brácteas a un tallo floral con una sola flor, permaneciendo a media distancia de la planta.
Las flores son carnosas con los sépalos y los pétalos similares en forma y tamaño, un labelo  ovoide que tiene un callolargo con forma de costilla y terminando en taza, que sale de la garra o la base de la lámina del labelo. La columna en forma de cuerno, posee un ala amplia a cada lado, desde la base hasta un punto medio llevando 4 Polinia, en 2 pares desiguales.
Las especies de Chaubardia se desarrollan bien en una mezcla 3:1 de corteza de pino de grano fino y musgo sphagnum, en condiciones intermedias de temperatura.

## Hábitat
Se desarrollan en  las selvas húmedas de la vertiente Este de los Andes desde Surinam, a Perú y Bolivia.  

## Taxonomía
El género fue descrito por Heinrich Gustav Reichenbach   y publicado en Botanische Zeitung (Berlin) 10: 671. 1852.
Etimología
Chaubardia (abreviado Chb.): nombre genérico así llamado en honor de  S.B.Chaubard botánico y horticultor francés.

## Especies
Especie tipo: Chaubardia surinamensis Rchb.f. (1852) 
- Chaubardia gehrtiana (Hoehne) Garay (1969)
- Chaubardia heloisae (Ruschi) Garay (1969)
- Chaubardia heteroclita (Poepp. & Endl.) Dodson & D.E. Benn. (1989)
- Chaubardia klugii (C. Schweinf.) Garay (1973)
- Chaubardia surinamensis Rchb. f. (1852)
- Chaubardia pacuarensis ?